# Ivan McFarlin
Ivan Cornell McFarlin (nacido el 26 de abril de 1982 en Missouri City, Texas) es un exjugador de baloncesto estadounidense que jugó una temporada en la NBA, y posteriormente en diversas ligas de todo el mundo. Con 2,03 metros de estatura, jugaba en la posición de ala-pívot.

## Trayectoria deportiva

### Universidad
Jugó durante cuatro temporadas con los Cowboys de la Universidad Estatal de Oklahoma, en las que promedió 11,6 puntos, 7,4 rebotes y 1,2 asistencias por partido. En 2004 fue el máximo reboteador de la Big 12 Conference. Es, junto a Byron Houston y Leroy Combs uno de los tres únicos Cowboys en alcanzar los 1000 puntos, 700 rebotes, 100 robos de balón y 100 tapones a lo largo de su carrera universitaria.

### Profesional
Tras no ser elegido en el Draft de la NBA de 2005, fichó por el JSF Nanterre francés, siendo reclamado al año siguiente por los Philadelphia 76ers, con los que disputó 11 partidos en los que promedió 1,4 puntos.
En el mes de diciembre fue traspasado junto con Allen Iverson a los Denver Nuggets a cambio de Andre Miller, Joe Smith y varias elecciones futuras del draft, pero fue finalmente descartado por el equipo de Colorado.
Regresó posteriormente a Europa para jugar en la liga turca, en el Beşiktaş y en el TED Kolejliler, y posteriormente en el BBC Nyon de la segunda división suiza. En 2009 fichó por el SKK Kotwica Kolobrzeg de la liga polaca, pasando más tarde por países tan dispares como Japón, donde promedió 15,6 puntos y 9,7 rebotes por partido, Bolivia o Australia.

## Estadísticas de su carrera en la NBA

### Temporada regular
| Temporada | Edad | Equipo             | Liga | Pos. | P  | TIT | MIN | TC  | TCA | %TC  | 3P  | 3PA | %3P  | 2P  | 2PA | %2P  | TL  | TLA | %TL  | R.OF. | R.DEF. | REB | ASIS | ROB | TAP | PER | FP  | PTS |
| 2006-07   | 24   | Philadelphia 76ers | NBA  | PF   | 11 | 0   | 3.7 | 0.5 | 1.2 | .385 | 0.0 | 0.1 | .000 | 0.5 | 1.1 | .417 | 0.5 | 0.6 | .714 | 0.6   | 0.4    | 1.0 | 0.1  | 0.0 | 0.0 | 0.1 | 0.7 | 1.4 |
| Total     |      |                    | NBA  |      | 11 | 0   | 3.7 | 0.5 | 1.2 | .385 | 0.0 | 0.1 | .000 | 0.5 | 1.1 | .417 | 0.5 | 0.6 | .714 | 0.6   | 0.4    | 1.0 | 0.1  | 0.0 | 0.0 | 0.1 | 0.7 | 1.4 |